# Manoir de Langle
Le manoir de Langle dit aussi manoir du Lieu Gervais ou Le Vieux Manoir est une demeure qui se dresse sur le territoire de la commune française d'Hotot-en-Auge, dans le département du Calvados, en région Normandie.

## Localisation
Le manoir est situé à peu de distance de l'ancienne église de Brocottes, à Hotot-en-Auge, dans le département français du Calvados.

## Historique
L'édifice daté 1545 et de la seconde moitié du XVe, XVIe, XVIIe et XVIIIe siècles, a certainement remplacé une construction plus ancienne donnée au début du XIIIe siècle par le seigneur de Beaufour à l'abbaye de Belle-Étoile.
Le manoir est victime d'un incendie consécutif à la foudre dans la nuit du 26 au 27 mars 2003. 

## Protection
Le manoir de Langle dit le Vieux Manoir, les deux bâtiments des communs et le puits couvert sont inscrits au titre des monuments historiques par arrêté du 19 décembre 1985.